# Ministr energetiky a vodních zdrojů Izraele
Ministr energetiky a vodních zdrojů (hebrejsky שר האנרגיה והמים‎, sar ha-energija ve-ha-majim) je člen izraelské vlády, který stojí v čele ministerstva energetiky a vodních zdrojů. Od svého založení v roce 1977 až do roku 1996 měla tato ministerská funkce název ministr energetiky a infrastruktury (שר האנרגיה והתשתיות‎, sar ha-energija ve-ha-taštijot), v letech 1996 až 2012 se tento post nazýval ministr národní infrastruktury (שר התשתיות הלאומיות‎, sar ha-taštijot ha-le'umijot).
Tato funkce nahradila funkci ministra pro rozvoj, která byla zrušena v roce 1974. Pouze jednou měl ministr energetiky a vodních zdrojů svého náměstka.

## Seznam ministrů
| ministr              | strana                    | vláda(y)  | funkční období          |
| -------------------- | ------------------------- | --------- | ----------------------- |
| Jicchak Moda'i       | Likud                     | 18.       | 20.06.1977 - 05.08.1981 |
| Jicchak Berman       | Likud                     | 19.       | 05.08.1981 - 30.09.1982 |
| Jicchak Moda'i       | Likud                     | 19.-20.   | 19.10.1982 - 13.09.1984 |
| Moše Šachal          | Ma'arach                  | 21.-23.   | 13.09.1984 - 15.03.1990 |
| Juval Ne'eman        | Techija                   | 24.       | 11.06.1990 - 21.01.1992 |
| Amnon Rubinstein     | Merec                     | 25.       | 13.07.1992 - 07.06.1993 |
| Moše Šachal          | Strana práce              | 25.       | 13.07.1992 - 09.01.1995 |
| Gonen Segev          | Ji'ud                     | 25., 26.  | 09.01.1995 - 18.06.1996 |
| Jicchak Levy         | Národní náboženská strana | 27.       | 18.06.1996 - 08.07.1996 |
| Ariel Šaron          | Likud                     | 27.       | 08.07.1996 - 06.07.1999 |
| Eli Suisa            | Šas                       | 28.       | 06.07.1999 - 11.07.2000 |
| Avraham Šochat       | Jeden Izrael              | 28.       | 11.10.2000 - 07.03.2001 |
| Avigdor Lieberman    | Jisra'el bejtejnu         | 29.       | 07.03.2001 - 14.03.2002 |
| Efrajim Ejtam        | Národní náboženská strana | 29.       | 18.09.2002 - 28.02.2003 |
| Josef Paricky        | Šinuj                     | 30.       | 28.02.2003 - 13.07.2004 |
| Eli'ezer Sandberg    | Šinuj                     | 30.       | 19.07.2004 - 04.12.2004 |
| Benjamin Ben Eliezer | Strana práce              | 30.       | 10.01.2005 - 23.11.2005 |
| Roni Bar-On          | Kadima                    | 30.       | 18.01.2006 - 04.05.2006 |
| Benjamin Ben Eliezer | Strana práce              | 31.       | 04.05.2006 - 31.03.2009 |
| Uzi Landau           | Jisra'el bejtejnu         | 32.       | 31.03.2009 - 18.03.2013 |
| Silvan Šalom         | Likud                     | 33.       | 18.03.2013 – 14.05.2015 |
| Juval Steinitz       | Likud                     | 34. a 35. | 14.05.2015 – 13.06.2021 |
| Karin Elhararová     | Ješ atid                  | 36.       | 13.06.2021 – 29.12.2022 |
| Jisra'el Kac         | Likud                     | 37.       | 29.12.2022 – 01.01.2024 |
| Eli Kohen            | Likud                     | 37.       | 01.01.2024 –            |

### Náměstek ministra
| ministr           | strana | vláda(y) | funkční období          |
| ----------------- | ------ | -------- | ----------------------- |
| Na'omi Blumenthal | Likud  | 29.      | 07.03.2001 - 01.01.2003 |